# Landgut Steiger

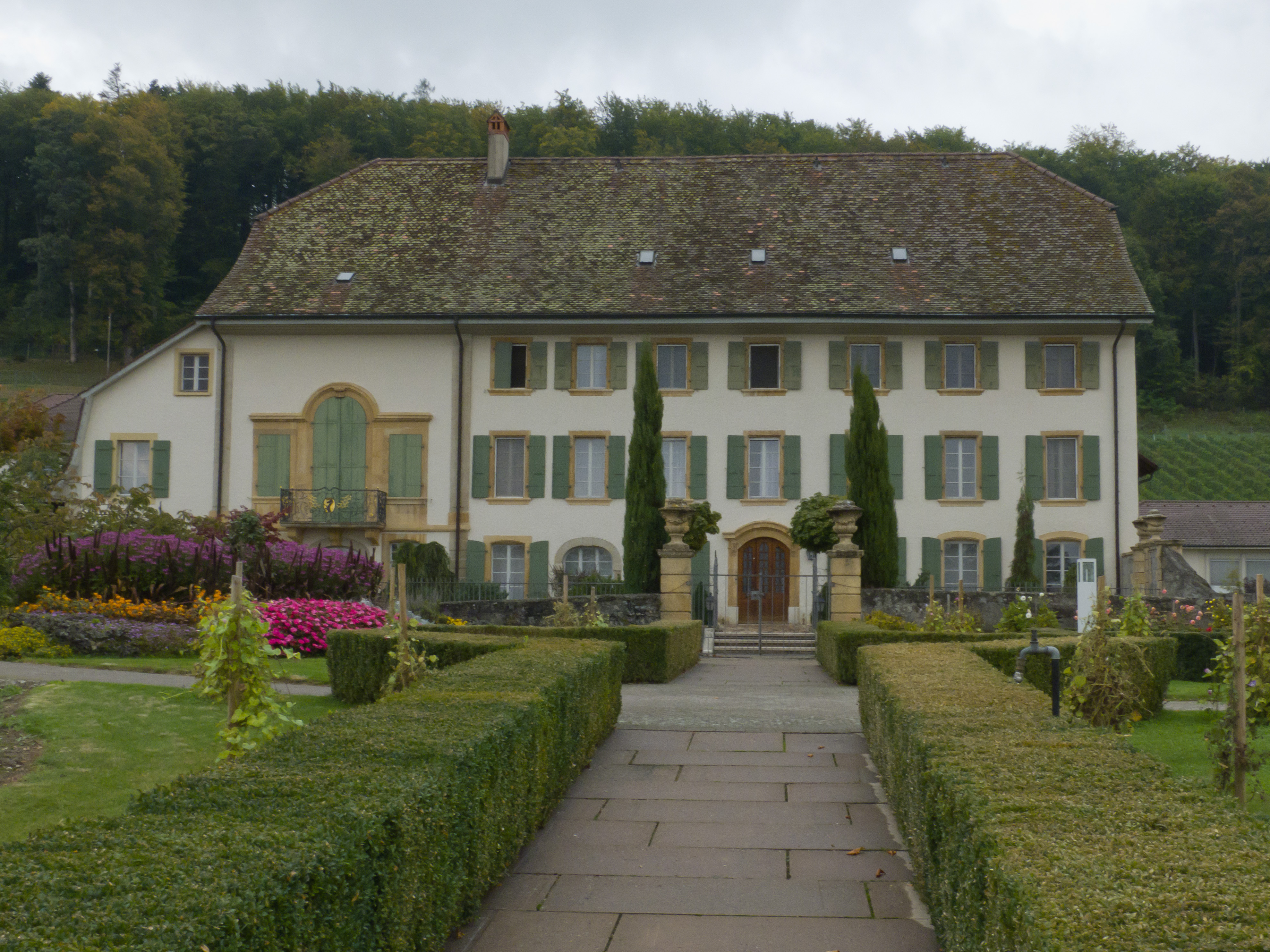
Das Steigerhaus in Tschugg von Süden

Das Steigerhaus in Tschugg war ein Landsitz der Patrizierfamilie von Steiger, seit 1889 beherbergt es die heutige Klinik Bethesda.

## Lage
Tschugg liegt am Südosthang des Jolimont, im milden Klima des Bielersee-Weinbaugebiets. An den Hängen wachsen Reben und die Felder im Tal liegen auf trockengelegten Moorböden. Der früher wichtige Rebbau ging infolge von Rebkrankheiten nach 1900 stark zurück und wird erst seit 1974 wieder gepflegt (1879 42 ha; 2011 6 ha). Südlich vom Dorfkern liegt das ehemalige Landgut, das heute die Klinik Bethesda beherbergt. Das Areal umfasst den 1973 bis 1976 restaurierten Landsitz mit Gutsbetrieb, ein Rebgut und eine Gärtnerei.

## Geschichte
Die Patrizier besassen Weingüter, um einerseits den Eigenbedarf abzudecken und andererseits Wein verkaufen zu können. Nicht nur zur Überwachung der Erntearbeiten, sondern auch zum angenehmen Aufenthalt liessen sie sich die Rebgüter komfortabel ausbauen, so auch in Tschugg. Ursprüngliche Besitzer waren die Berseth, deren Hof ab 1358 als Laubenhaus bezeichnet wurde. Das Anwesen kam 1678 durch Heirat von Anna Katharina Berseth im Jahre 1678 an Christoph Steiger I. Er vererbte das Anwesen an seinen Sohn Christoph Steiger II. Das Haus wurde im 18. Jahrhundert zum Landsitz ausgebaut. Im westlichen Anbau von 1765 bis 1768 ist ein achteckiger Esssaal erhalten. Er wurde nach Plänen von Erasmus Ritter mit illusionistischen Malereien, mit Blumengebinden und Dekorationen ausgestattet. Durch die dreigeteilte Fensterfront in venezianischer Serliana-Art, öffnet sich der Raum nach Süden. Zur nördlichen Hofseite verbindet ein Laubengang die beiden Gebäudeflügel.
Der Philosoph Georg Wilhelm Friedrich Hegel wirkte drei Jahre in Tschugg als Hauslehrer. Die Erziehung der beiden Kinder Steigers liess Hegel genug Zeit, um sich mit philosophischen Werken auseinanderzusetzen, die Steiger in seiner grossen Bibliothek besass. Hegel hatte keine Augen für die Schönheiten der Natur und notierte nach einer Bergwanderung durch die Berner Alpen:

«Die Vernunft findet in dem Gedanken der Dauer dieser Berge oder in der Art der Erhabenheit, die man ihnen zuschreibt, nichts, das ihr imponiert, das ihr Staunen oder Bewunderung abnötigte. Der Anblick dieser ewig toten Massen gab mir nichts als die Vorstellung: es ist so.»

Der letzte private Besitzer Friedrich von Steiger (1834–1889) verkaufte 1879 die Campagne an den Kanton Bern. Seit 1889 beherbergt das Landgut die heutige Klinik Bethesda. Mit etlichen Neubauten und Erweiterungen wurde daraus ein bedeutendes Zentrum für Neurorehabilitation. Heute sind Spezialabteilungen für Hirnverletzte, Parkinson- und Epilepsie-Erkrankte angeschlossen. Die Klinik ist der grösste Arbeitgeber in der Gemeinde.